# Осока темно-бура
Осока задимлена, Осока темно-бура (Carex fuliginosa) — вид трав'янистих рослин родини осокові (Cyperáceae), поширений в арктичних і альпійських областях Північної Америки (Ґренландія, Канада, США) та Євразії (Альпи між 1750 і 2600 м н.р.м. та арктичні області Європи й Росії).

## Опис
Це поодинокі багаторічні трав'янисті рослини, які формують щільні купини за допомогою часто сильно розгалуженого каудекса. Кореневища непомітні. Стебла тонкі, до 30 см. Листові пластини 1.5–3.5 мм завширшки.
Квітка в Carex одностатева, без оцвітини, і підтримуються лускою. Чоловіча квітка складається з 3 тичинок. Визначальною структурою роду Carex є пляшкоподібний приквіток навколо кожної жіночої квітки. Колоски можуть бути одностатеві або двостатеві.
Суцвіття 1–12 см. Колосків (2)3–4(5); бічні — маточкові, термінальні містить як тичинкові, так і маточкові квітки. Маточкові луски чорного або коричневого кольору з блідою, слабкою серединною жилкою, яйцюваті, 2.8–4.2 × 1.4–2.4 мм, верхівки від тупих до загострених. Тичинкові луски від коричневого до чорного кольору з блідою серединною жилкою, від довгасто-обернено-яйцюватих до обернено-яйцюватих, 3–5 × 1.4–1.8 мм. Пиляки 1.2–2.7 мм. Сім'янки обернено-яйцюваті, 1.5–2 × 0.9–1 мм.

## Відтворення
Статеве розмноження насінням; немає вегетативного розмноження. Плоди не мають спеціальне пристосування для розсіювання, але, як правило, легко розносяться вітром, водою і птахами.

## Поширення
Цей арктичний і альпійський вид, який населяє тундру, осипи, осокові луки.
В арктичному кліматі зростає на пустищах. В Україні зростає на скелястих схилах і відслоненнях в альпійському поясі (1800—1900 м н.р.м.) — у Карпатах (хр. Чорногора, Великі Козли).